# Olympische Sommerspiele 2004/Teilnehmer (Palau)
| Gelbes Symbol für Goldmedaillen mit stilisierten Olympischen Ringen | Graues Symbol für Silbermedaillen mit stilisierten Olympischen Ringen | Braundes Symbol für Bronzemedaillen mit stilisierten Olympischen Ringen |
| ------------------------------------------------------------------- | --------------------------------------------------------------------- | ----------------------------------------------------------------------- |
| —                                                                   | —                                                                     | —                                                                       |

Palau nahm an den Olympischen Sommerspielen 2004 in Athen, Griechenland, mit einer Delegation von vier Sportlern (zwei Männer und zwei Frauen) teil.

## Teilnehmer nach Sportarten

### Leichtathletik
- Russel Roman
200 Meter: Vorläufe

- Ngerak Florencio
Frauen, 100 Meter: Vorläufe

### Ringen
- John Tarkong
griechisch-römisch, Schwergewicht: 20. Platz

### Schwimmen
- Evelyn Otto
50 Meter Freistil: 70. Platz